# Ješovec
Ješovec – wieś w Słowenii, w gminie Slovenska Bistrica. W 2018 roku liczyła 18 mieszkańców.